# Manuel Cofiño
Manuel Cofiño López fue un escritor cubano nacido en La Habana, el 16 de febrero de 1936 y fallecido el 8 de abril de 1987. 
Autor de cuentos y relatos que marcan el periodo de transición de la Cuba revolucionaria. En sus obras se encuentra una mezcla de poesía, amor, historia y realismo. De hecho, Cofiño está situado entre los mayores exponentes del Realismo Socialista en la isla. Fue asesor de la Dirección Nacional de Literatura del Ministerio de Cultura.
Su novela "La última mujer y el próximo combate", que ganó el Premio Casa de las Américas en 1971, tiene una trama similar a Campos roturados (Поднятая целина) del entonces autor soviético Mijaíl Shólojov, Premio Nobel de Literatura de 1965.
Varios de sus cuentos llevan por título un nombre de mujer (Alejandra, Amanda, Iris, Mirna, la Señora Magali y Canción de Leticia). En este último, el autor regala una historia preñada de amor y de lucha, tanto de ideales políticos como personales. 

## Obras publicadas
- 1957: Décimas contra la tiranía. Periódico Prensa Libre.
- 1962: Borrasca (poesía).
- 1968: "Tiempo de cambio"' (cuento). revista Casa de las Américas, número 49, de julio-agosto.
- 1969: Tiempo de cambio (colección de cuentos).
- 1971: La última mujer y el próximo combate, Ediciones Casa, dedicado a sus hijas y al maestro Onelio Jorge Cardoso.
- 1972: Las viejitas de la sombrillas (cuentos para niños).
- 1975: Cuando la sangre se parece al fuego (novela), Ediciones Unión.
- 1976: Y un día el sol es juez (cuentos), Editorial Arte y Literatura.
- 1976: Para leer mañana (noveleta), Editorial Arte y Literatura
- 1978: Historia de nuestras casas, un libro para adolescentes sobre la evolución de la vivienda en Cuba. Editorial Gente Nueva.
- 1979: Un pedazo de mar y una ventana (cuentos), Editorial Letras Cubanas.
- 1981: Amor a sombra y sol (novela).
- 1982: Andando por ahí, por esas calles (cuentos).
- 1984: El anzuelo dorado (noveleta).